# Iğdır (tỉnh)
Iğdır (tiếng Thổ Nhĩ Kỳ: Iğdır, tiếng Kurd: Îdir, tiếng Armenia: Իգդիր, tiếng Azerbaijani: İğdır, tiếng Nga: Игдир, Ba Tư: ‎ ایگدیر) là một tỉnh ở phía đông Thổ Nhĩ Kỳ, dọc theo biên giới với các tỉnh Armavir, Ararat của Armenia, Azerbaijan (khu vực Nakhchivan), và tỉnh Tây Azerbaijan của Iran. Các tỉnh giáp ranh là: Kars về phía tây bắc, Ağrı về phía tây và nam. Tỉnh có diện tích 3.587 km² và dân số là 179.839 người (ước tính năm 2006) so với mức dân số 168.634 năm 2000, 142.601 năm 1990).
Ngọn núi cao nhất Thổ Nhĩ Kỳ núi Ararat (Ağrı Dağı) nằm ở Iğdır, tuy nhiên phần lớn diện tích tỉnh là đồng bằng rộng lớn dưới chân núi. Biên giới với Armenia là sông Aras.
Tỉnh lỵ là thành phố Iğdır.

## Các huyện
Iğdır được chia thành 4 đơn vị cấp huyện (tỉnh lỵ được bôi đậm):
- Aralık
- Iğdır
- Karakoyunlu
- Tuzluca